# 田頭村 (広島県)
田頭村（たんどうむら）は、広島県神石郡にあった村。現在の神石郡神石高原町の一部にあたる。

## 地理
- 河川：草木川（福桝川）[1]
- 山岳：龍王山、白馬山[1]

## 歴史
- 1889年（明治22年）4月1日、町村制の施行により、神石郡田頭村が単独で村制施行し、田頭村が発足[1][2]。牧村、草木村、福永村、田頭村の町村組合を結成し役場を牧村に設置[1]。
- 1940年（昭和15年）11月10日、神石郡牧村、草木村、福永村と合併し、牧村が存続して廃止された[1][2]。

## 産業
- 農業、葉煙草[1]